# Kot Addu
Kot Addu – miasto w Pakistanie, w prowincji Pendżab. W 2017 roku liczyło 129 703 mieszkańców.